# کوسوکه سوزوکی
کوسوکه سوزوکی (انگلیسی: Kosuke Suzuki؛ زادهٔ ۱۶ ژوئن ۱۹۸۱) بازیکن فوتبال اهل ژاپن است.
از باشگاه‌هایی که در آن بازی کرده‌است می‌توان به باشگاه فوتبال شیمیزو اس-پالس اشاره کرد.